# Czkwiszi
Czkwiszi – wieś w Gruzji, w regionie Imeretia, w gminie Wani. W 2014 roku liczyła 376 mieszkańców.